# زيو تيمبو
زيو تيمبو، لاعب كرة قدم زامبي لعب سابقاً مع نادي زاناكو الزامبي و نادي الشعلة السعودي.

## روابط خارجية
- زيو تيمبو على موقع قاعدة بيانات كرة القدم.إي يو (الإنجليزية)
- زيو تيمبو على موقع ناشيونال فوتبول تيمز (الإنجليزية)